# 战斗装甲钢羽
《战斗装甲钢羽》是中国大陆漫画家LAS创作的科幻漫画作品。

## 概要
该作于2011年2月13日始在漫画网站有妖气上连载。2012年12月8日在番外话完成一半后停止更新。
早在2012年本作就有动画化构想，并已在“东京国际动漫展·2012”上公布预告片，但疑因相关投资方撤资而作罢。2014年1月，宣布由完美时空传媒娱乐集团重新制作动画。

## 剧情简介
公元2045年，世界各地笼罩在以雇佣军战争为形式的新型战争阴霾中，由于百慕大深海反物质矿物ND的出现，能源财团组织UI垄断了这一矿物的开采、销售渠道，并制造了名为AWT的新一代人形战斗装甲，组建私设武装佣兵组织WINGS，在世界各地肆虐成灾，多次袭击各国国防腹地，严重威胁世界各国的地区安全。为应对这一全球安全危机，各国在联合国名义下组成针对WINGS的全球反恐组织NAU，并在NAU名下建立一只由各国精锐部队组成的快速反应部队——BTF部队。中国人民解放军上校孙衡，受国家派遣成为了BTF部队的指挥官。与此同时，解放军特种战术局中尉王京虎亦遭WINGS俘虏，进入WINGS内部……

## 动画
本作动画化的设计与策划均由包含原作作者LAS在内的“WINGS工作室”完成。动画制作则先后由七灵石（已退出）和完美时空传媒娱乐集团负责，目前尚未播出。
已分别于2012年，2014年在网络上公布多部预告片。